# Asarum himalaicum
Asarum himalaicum är en piprankeväxtart som beskrevs av Hook. f. & Thomson och Johann Friedrich Klotzsch. Asarum himalaicum ingår i släktet hasselörter, och familjen piprankeväxter. Inga underarter finns listade i Catalogue of Life.